# Estación Cuatro de Febrero (Belgrano)
Estación Cuatro de Febrero era el nombre que recibía en la Argentina una estación ferroviaria perteneciente al Ferrocarril Provincial de Buenos Aires ubicada en el ramal Avellaneda - Estación La Plata.

## Historia
El Ferrocarril Provincial de Buenos Aires inició sus operaciones en 1907. Se encuentra indicada en el manual de estaciones de empresas asociadas de 1930, en la que se encontraba activa en ese año y emplazada en el ramal Avellaneda - La Plata.
En el manual de estaciones de EFEA del año 1958 esta ya no figura, por ende a la estación se le fue cambiado su nombre o fue clausurada y demolida. aunque la Estación Monte Chingolo su nombre anterior era 4 de Febrero por ende la Estación Cuatro de Febrero actualmente es Monte Chingolo (Según los mapas de la época)